# Casa Gimeno
La casa Gimeno és una casa d'estil modernista entre mitgeres, composta de planta baixa i planta pis al nucli dels Monjos (l'Alt Penedès). Façana original possiblement simètrica. Balcó corregut de quatre portals a la planta pis. Té un interessant coronament de formes corbes i el·líptiques. Ornamentació amb motius florals amb utilització de ceràmica vidriada. Ha sofert modificacions en planta baixa.